# Сіліґурі
Сіліґурі (англ. Siliguri, бенг. শিলিগুড়ি, Shiliguṛi, раніше відоме сіккімською як Silgarhi) — місто в індійському штаті Західний Бенгал, розташоване в Коридорі Сіліґурі — вузькій смузі землі, що сполучає східноіндійські штати з центральною частиною країни. Місто є транзитним пунктом для повітряного, автомобільного та залізничного транспорту сусідніх країн Непал, Бутан і Бангладеш. Місто щороку відвідують близько 500 тис. індійців та 15 тис. іноземців. Зараз місто швидко розвивається та є комерційним центром північної частини Західного Бенгалу.
| Індія | Це незавершена стаття з географії Індії. Ви можете допомогти проєкту, виправивши або дописавши її. |